# Вьяла-дю-Па-де-Жо
Вьяла́-дю-Па-де-Жо (фр. Viala-du-Pas-de-Jaux, окс. Lo Vialar) — коммуна во Франции, находится в регионе Окситания. Департамент — Аверон. Входит в состав кантона Корню. Округ коммуны — Мийо.
Код INSEE коммуны — 12295.
Коммуна расположена приблизительно в 550 км к югу от Парижа, в 140 км восточнее Тулузы, в 60 км к юго-востоку от Родеза.

## Население
Население коммуны на 2008 год составляло 104 человека.
| 1962 | 1968 | 1975 | 1982 | 1990 | 1999 | 2008 |
| ---- | ---- | ---- | ---- | ---- | ---- | ---- |
| 97   | 100  | 80   | 87   | 85   | 74   | 104  |

## Экономика
В 2007 году среди 57 человек в трудоспособном возрасте (15—64 лет) 40 были экономически активными, 17 — неактивными (показатель активности — 70,2 %, в 1999 году было 63,8 %). Из 40 активных работали 38 человек (20 мужчин и 18 женщин), безработных было 2 (1 мужчина и 1 женщина). Среди 17 неактивных 5 человек были учениками или студентами, 8 — пенсионерами, 4 были неактивными по другим причинам.

## Достопримечательности
- Башня (XV век). Памятник истории с 1993 года[3]
- Дольмен Фадарель
- Римский колодец Фон-Ром
- Природные цирки Сен-Поль-де-Фон и Турнемир

## Фотогалерея

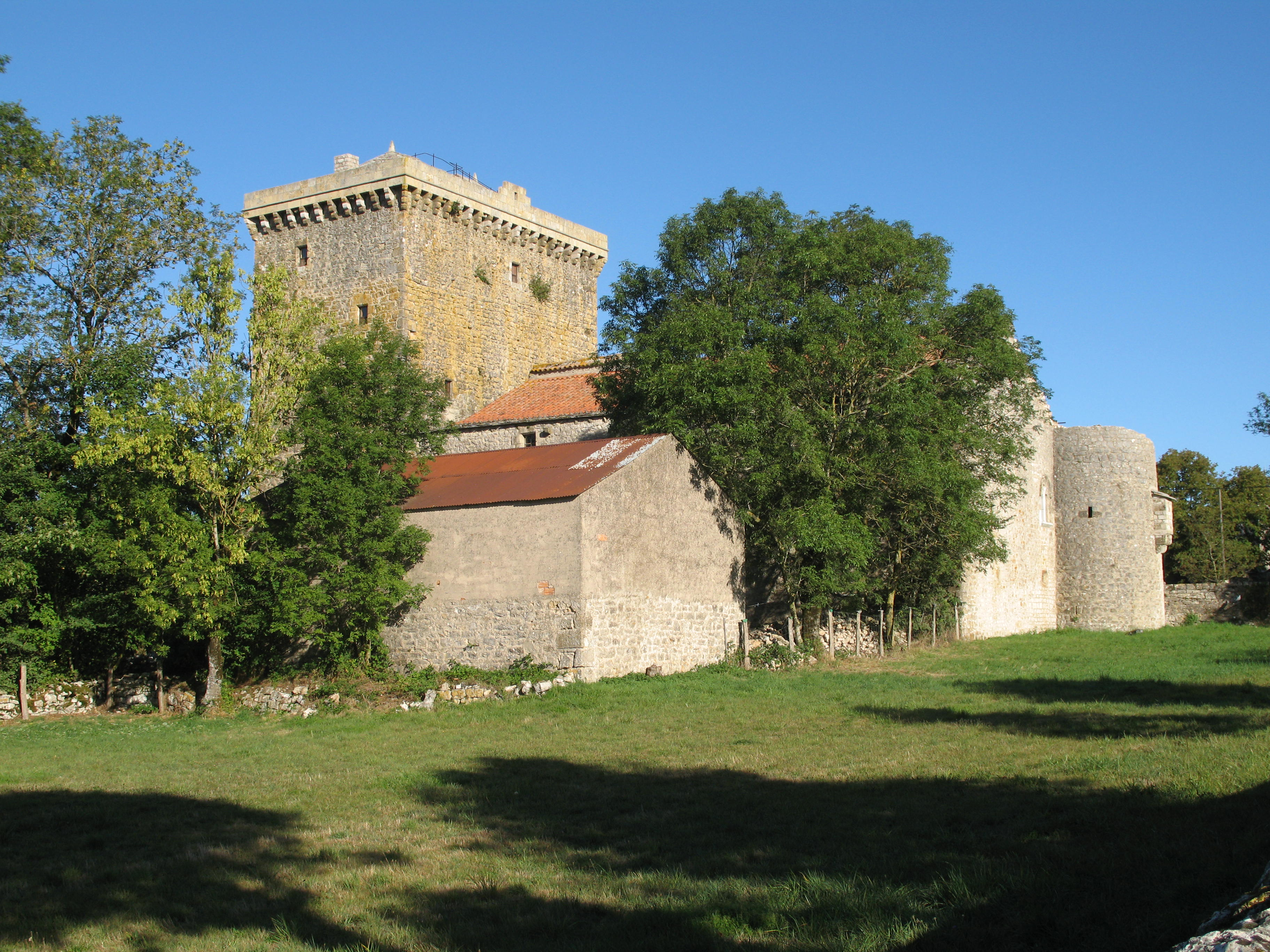
Башня
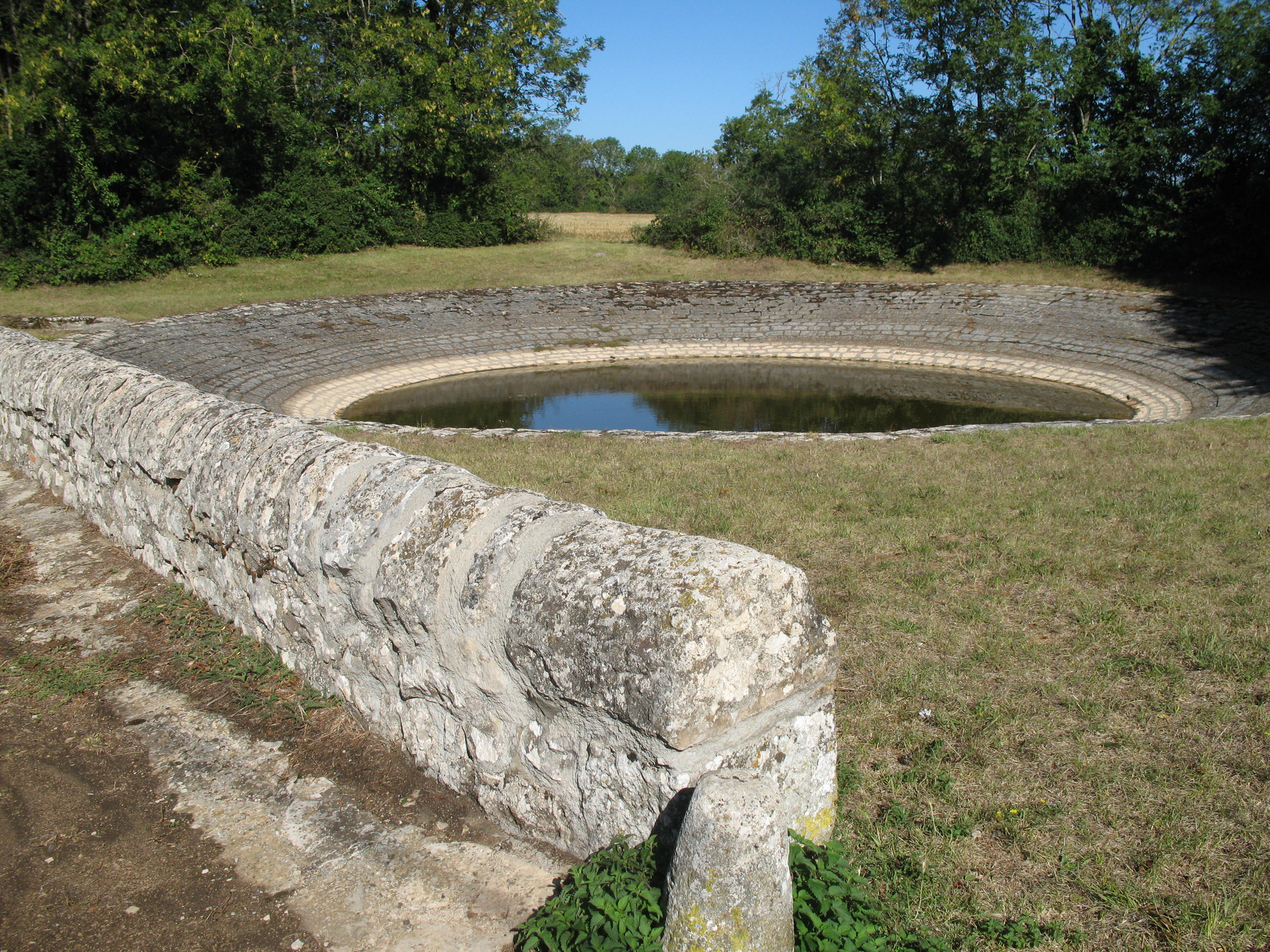
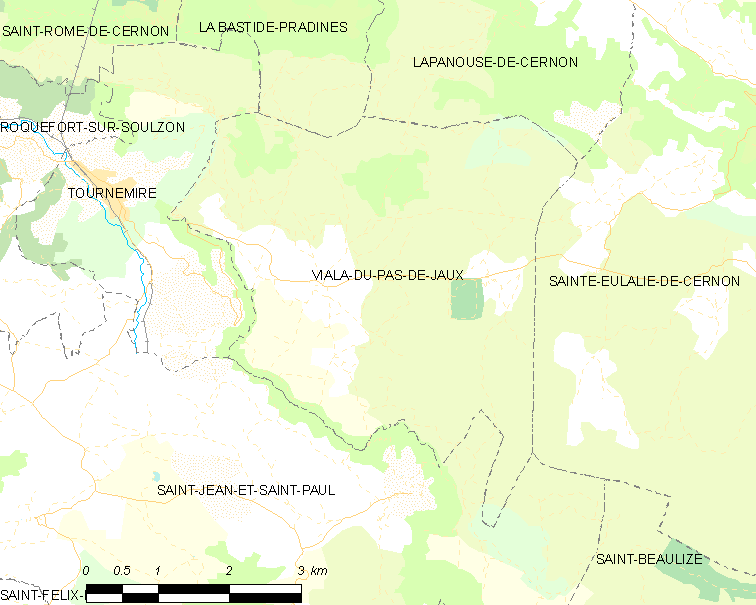
Карта коммуны